# Іван XIV
Іван XIV (лат. Ioannes; ? — 20 серпня 984) — сто тридцять шостий папа Римський (грудень 983 — 20 серпня 984), народився у Павії. До обрання папою обіймав пост імперського канцлера.
Антипапа Боніфацій VII у 984 році, відчувши неприязнь римлян до нового папи, повернувся з Константинополя, ув'язнив Івана XIV у Замку Святого Ангела, де він і помер від голоду чи отрути.